# Schwittersum
Schwittersum è una frazione (Ortsteil) del comune di Dornum, nel land della Bassa Sassonia, in Germania.

## Storia
Già comune autonomo nel circondario di Norden, fu soppresso e incorporato a Dornum il 1º luglio 1972.